# Monika Neumann (Tischtennisspielerin)
Monika Neumann (* August 1976) ist eine deutsche Tischtennisspielerin, die international für Liechtenstein an zwei Weltmeisterschaften teilnahm.

## Werdegang
Monika Neumann begann ihre Tischtennislaufbahn beim Verein TG Dörnigheim. Von dort wechselte sie zum TV Bergen-Enkheim, 1989 zu SKG Frankfurt und 1990 in die 1. Damenbundesliga zu den Reinickendorfer Füchsen.
Gefördert wurde Neumann von ihrem Vater, der für drei Jahre einen chinesischen Privattrainer und den Ungarn Dr. Istvan Bátorfi als Technischen Berater verpflichtete. Ab Ende der 1980er Jahre trat sie international für Liechtenstein auf. 1990 gewann sie bei den Jugend-Europameisterschaften in Hollabrunn im Schülerinnen-Doppel mit Simona Savu (Rumänien) die Bronzemedaille. Im Einzel schied sie in der zweiten Runde aus. Zudem wurde sie für die Weltmeisterschaften 1991 und 1993 nominiert. Dabei kam sie jedoch nicht in die Nähe eines Medaillenranges. 1993 war sie die einzige Liechtensteiner Teilnehmerin bei der WM.
Wegen ihrer internationalen Einsätze für Liechtenstein durfte Monika Neumann nicht an den Nationalen Deutschen Meisterschaften und auch nicht an Bundesranglistenturnieren teilnehmen. Die Statuten des Deutschen Tischtennis-Bundes DTTB verboten „Spielern, die einer ausländischen Nationalmannschaft angehören oder innerhalb der letzten drei Jahre angehört haben“ die Teilnahme an diesen Turnieren. Sie hat die Norddeutschen Ranglistenturniere gewonnen und wurde in Norddeutschland die Nr. 1. Sie gewann 153 erste Plätze bei nationalen und internationalen Jugendturnieren.
1994 verließ sie die Reinickendorfer Füchse und damit die Bundesliga und schloss sich dem niedrig-klassigen TG Dörnigheim an. Nach einem Zwischenspiel in Niedersachsen kehrte sie zum TG Dörnigheim zurück und spielt seit 2002 beim TSG Oberrad.

## Turnierergebnisse
| Verband | Veranstaltung     | Jahr | Ort        | Land | Einzel | Doppel       | Mixed        | Team |
| ------- | ----------------- | ---- | ---------- | ---- | ------ | ------------ | ------------ | ---- |
| LIE     | Weltmeisterschaft | 1993 | Göteborg   | SWE  | Qual   | keine Teiln. | keine Teiln. |      |
| LIE     | Weltmeisterschaft | 1991 | Chiba City | JPN  | Qual   | Qual         | Qual         | 47   |